# Mach dich ran
Mach dich ran ist eine Kombination aus Verbrauchermagazin und Spielshow, die jeweils montags von 19:50 Uhr bis 20:15 Uhr im MDR Fernsehen ausgestrahlt und am darauf folgenden Dienstag und zusätzlich mittwochs im Nachtprogramm wiederholt wird. Die Sendung wird nicht live übertragen, sondern zuvor aufgezeichnet.

## Geschichte
Die Ausstrahlung von Mach dich ran begann 1992, kurz nach dem Sendestart des MDR. Sie war eine von mehreren Sendungen, die als kurze Spielshows konzipiert waren und deren Titel sich als Backronym aus der Abkürzung des Sendernamens MDR ableitete. Die Shows trugen mitunter auch den gemeinsamen Untertitel (Das) MDR-Spiel, der auf diese Weise eine doppelte Bedeutung hatte. Weitere Sendungen dieser Art waren unter anderem Malheur durch Risiko, Musik durch Rubbeln, Miss Deutung retour, Mini Donnerstags-Roulette, Mit Dubinski reisen oder Markt der Raritäten. Sie liefen jeweils wochentags zwischen 19:50 Uhr und 20:15 Uhr im Programm des MDR und sollten helfen, Bekanntheit und Popularität des Senders zu steigern, der zu Beginn seiner Sendetätigkeit unter dem Image litt, den zu dieser Zeit in Ostdeutschland sehr beliebten DFF verdrängt zu haben. In der Anfangszeit lief Mach dich ran an unterschiedlichen Wochentagen, so war die Sendung im Frühjahr 1992 eine Zeitlang jeweils dienstags im Programm, während am Montag Musik durch Rubbeln gesendet wurde. Mach dich ran ist die einzige Reihe daraus, die es heute noch gibt. Seit 2024 trägt die Sendung den Untertitel MDR hilft. Bis 2023 wurden jährlich über 40 Episoden der beliebten Sendung ausgestrahlt. Durch die umfassenden Sparmaßnahmen des Mitteldeutschen Rundfunks sind seit 2024 nur noch 30 Folgen jährlich zu sehen. 
Von Beginn an wurde die Sendung von Hendrik Petzold moderiert. Nachdem dieser im August 2001 dem Sender seine zu DDR-Zeiten bestehenden Kontakte zum Ministerium für Staatssicherheit offenbart hatte, musste Petzold die Sendung verlassen. An seiner Stelle übernahm im September 2001 Mario D. Richardt die Moderation von Mach dich ran.

## Inhalt
Die Sendung besteht aus zwei Teilen – der Tagesaufgabe und einem Spiel.
Das Spiel ist die Rahmenhandlung der Sendung. Es variierte alle paar Jahre. Spiele waren u. a. die Montagsfrage (2007–2008), bei welcher am Ende einer Sendung ein Experiment vorgestellt wird und die Zuschauer bis zur nächsten Sendung raten mussten, wie dieses Experiment ausgehen wird. Bei Trau dich (2002–2008 in mehreren Staffeln) musste der Moderator entweder innerhalb von einer Stunde jemanden finden, der bei einer Mutprobe mitmacht oder anderenfalls selbst Mut beweisen. Insgesamt fanden rund 70 Mutproben statt und etwa zehn Prozent fielen auf den Moderator Mario D. Richardt zurück. Beim Dreiländerspiel (2008–2009) traten eineinhalb Jahre lang Einzelpersonen oder Gruppen aus dem Sendegebiet des MDR (Sachsen, Sachsen-Anhalt und Thüringen) in wöchentlich verschiedenen Spielen gegeneinander an. Beim Dreiländerspiel gewann nach allen durchgeführten Disziplinen das Bundesland Thüringen knapp vor Sachsen-Anhalt und Sachsen.
Seit 2010 findet das Städtespiel statt, bei dem das Team in verschiedenen Städten des Sendegebietes unterwegs ist und Moderator Mario D. Richardt vor Ort überrascht. Erst vor laufender Kamera erhält er einen Umschlag, in dem eine Aufgabe für ihn formuliert ist. Die Anwesenden tippen, wie gut der Moderator die Aufgabe meistert. Häufig tritt Mario D. Richardt gegen Prominente oder lokale Persönlichkeiten, z. B. Oberbürgermeister an. Wer von den Zuschauern vor Ort den Ausgang des Spiels am besten einschätzt, gewinnt. Bei mehreren gleichen Tipps gibt es mehrere Gewinner, bei zu vielen gleichen Tipps (z. B. weil das Spiel nur wenige Tippmöglichkeiten zulässt), wird ein Gewinner mittels Losverfahren ermittelt. Schneidet der Moderator zu schlecht ab, muss er eine Strafe antreten. Manchmal wird dem Moderator erst nach der Ausführung des Spiels die Strafe oder das Kriterium für die Strafe genannt. Bei Duellen gegen Mitspieler, wie u. a. Bürgermeister, müssen diese im Falle des Verlierens die Strafe antreten.
Der Gewinner von der Zuschauern darf sich im Anschluss die Tagesaufgabe als Film ansehen und tippt, ob diese gelöst wird oder nicht. Ist der Tipp richtig, so erhält er als Preis einen Geldbetrag, dessen Höhe der laufenden Nummer der Folge von Mach dich ran entsprach. Seitdem die eintausendste Sendung überschritten wurde, ist der Gewinn auf 1.000 Euro begrenzt. Gibt es mehrere Gewinner, wird der Betrag unter diesen gleichmäßig aufgeteilt. Tippt der Gewinner oder bei mehreren Gewinnern alle falsch, stellt der Moderator den Fernsehzuschauern eine Frage, der Gewinn wird unter allen richtigen Einsendungen verlost und der Gewinner in einer der nächsten Folgen der Sendung bekanntgegeben.
In der Tagesaufgabe schildern Zuschauer morgens ihre Probleme, die sie z. B. mit Behörden und Firmen oder Versicherungen haben, aber selbst nicht mehr weiterwissen, in anderen Aufgaben müssen z. B. bestimmte Sachen angeschafft werden oder Arbeiten von Fachleuten ausgeführt werden. Das Team versucht dieses Problem bis zum Abend zu lösen – mit laufender Kamera ohne Voranmeldung bei den Ämtern oder Firmen. Etwa 80 Prozent der Aufgaben werden innerhalb eines Tages gelöst, wobei die Aufgabensteller manchmal auch eine teilweise gelöste Aufgabe als erfüllt ansehen.
Wenn es sich anbietet, wird im dritten Abschnitt der Sendung ein Nachtrag zu einer Tagesaufgabe oder eine noch offene Strafe von einem Spiel gezeigt.